# A Culpa (1980)
A Culpa (Portugiesisch für: Die Schuld) ist ein Filmdrama des portugiesischen Filmregisseurs António Victorino de Almeida aus dem Jahr 1980.

## Handlung
Mário war Soldat im portugiesischen Kolonialkrieg im westafrikanischen Guinea-Bissau und kommt nun in sein kleines Heimatstädtchen in Nordportugal zurück, kurz vor der Nelkenrevolution vom 25. April 1974.
Er kämpft mit Schuldgefühlen, weil er glaubt, am Tod eines Kameraden und eines gegnerischen Kämpfers in Guinea-Bissau schuld zu sein. Doch er kämpft auch mit Schuldgefühlen aus der Zeit davor, als er in einer Widerstandsgruppe gegen die Estado-Novo-Diktatur aktiv war und sich mitschuldig fühlt am Tod eines Kameraden, der die Gruppe anführte und von Mário aus verschiedenen Gründen nicht früh genug vor einer Razzia der Geheimpolizei PIDE gewarnt wurde.
Als Mário nun in seinen Heimatort zurückkehrt, spürt er eine zunehmende Zurückweisung im Ort, vom lokalen Abgeordneten bis zum leichtlebigen Frauenheld des Ortes, aber auch von regimetreuen Personen oder auch des lokalen PIDE-Agenten, dessen Karriere durch Mário etwas gelitten hat. Immer stärker bekommt er von den Bewohnern seines Ortes die Vorwürfe zu spüren, und er dient zunehmend als Sündenbock, auf den alle Beteiligten ihre Schuldgefühle projizieren und ihre persönlichen Unzufriedenheiten mit dem Regime und ihre Sorgen wegen des Kolonialkrieges an ihm ablassen.
Von allen ausgegrenzt, gilt er bald als Aussätziger und bekommt den Ruf eines Werwolfs, bis sich der Unmut der Bevölkerung vollends über ihn entlädt und er dem Volkszorn zum Opfer fällt, dem alte Legenden nur zu gut als Ausrede dienen, um ihren Rachegelüsten freien Lauf zu lassen.

## Produktion
Der vor allem als Komponist und klassischer Musiker bekannte António Victorino de Almeida war Kulturattaché bei der portugiesischen Botschaft in Wien, wo er für sein Drehbuch Mittel zur Umsetzung suchte. Der österreichische Produzent Veit Heiduschka unterstützte seine Idee und ging zusammen mit dem tschechisch-österreichischen Kameramann Hanuš Polak nach Portugal.
Die Dreharbeiten fanden von September bis November 1979 statt, in Nordportugal und Lissabon. Der Film wurde vom Regisseur selbst in Koproduktion mit der österreichischen Filmproduktionsgesellschaft Vindobona von Veit Heiduschka produziert, unter finanzieller Beteiligung der portugiesischen Filmförderung IPC (heute ICA). Mangels Regieerfahrung leitete der österreichische Produzent den Regisseurdebütanten Almeida bei der Arbeit maßgeblich an, ohne jedoch als Regisseur mit genannt zu werden. Die Produktion des Films wurde von zahlreichen Problemen begleitet, vor allem von Mängeln an Filmmaterial und Requisiten (etwa Waffen), aber auch Episoden wie gestohlene Akkus oder einem alkoholisierten Darsteller. Trotz vergleichsweise passablem Zuschauerzuspruch in Portugal machte Produzent Heiduschka daher am Ende einige 100.000 Schillinge Verlust.

## Rezeption
Nach Vorpremieren am 13. Dezember 1980 in Porto und am 13. Februar 1981 in Lissabon kam der Film am 7. Mai 1981 in die portugiesischen Kinos, wo er mit 13.267 Besuchern vergleichsweise erfolgreich war, angesichts des schweren Themas und der wenigen Verleihkopien und damit wenigen Kinos, in denen er zu sehen war.
Die Filmkritik nahm den Film gemischt auf. Die ambitionierte und handwerklich recht solide Produktion des Erstlingswerks des Regisseurs wurde anerkannt, jedoch sah sie seine Absicht, im Film Stilelemente von Farce über Horror bis politischem Film zu versöhnen, als nicht gelungen an.
Beim Filmfestival von Huelva 1980 in Spanien wurde der Film prämiert, als erster portugiesischer Film seit den 1940er Jahren.
A Culpa erschien danach als VHS-Kassette bei Imaginação in Portugal.